# 松本彦次郎
松本 彦次郎（まつもと ひこじろう、1880年12月5日 - 1958年1月14日）は、日本の国史学者、俳人。東京文理科大学名誉教授、野辺地町名誉町民。「金鶏城」と号した。

## 経歴
1880年、青森県上北郡野辺地村（後の野辺地町）に生まれた。1903年、第一高等学校から京都帝国大学法科に進んだが、後に東京帝国大学国史科に転じ、1908年に卒業。
卒業後は慶應義塾普通部の教員となり、次いで第六高等学校教授となった。1915年にはシカゴ大学への留学を経験する。1930年、東京文理科大学助教授となる。1931年に教授に昇進し、国史学教室主任として後進を指導した。1943年に東京文理科大学を定年退職し、1944年に同大学名誉教授となった。
国民精神文化研究所歴史科にも所属した。

## 人物
- 歴史家としては、親鸞研究などで知られた。門下生には和歌森太郎、芳賀幸四郎[1]、赤木志津子[4]らがいる。
- 他方では歌人・三井甲之が主宰した『人生と表現』の同人となったり、河東碧梧桐門下の俳人として『アララギ』の同人となるなどした[1]。

## 受賞・栄典
- 従四位勲二等瑞宝章[2]。
- 野辺地町名誉町民[1]

## おもな著書
- 『史的日本美術集成』内外書籍、1928年．
- 『鎌倉時代史』（国史講座 第20巻）受験講座刊行会、1931年．
  - 『鎌倉時代史 2版』日本文学社、1938年．
- 『古事記の成立』（国民精神文化研究 第1冊）国民精神文化研究所、1934年．
- 『日本文化史論』河出書房、1942年．

## 関連文献
- 「松本彦次郎先生略歴 松本彦次郎先生論文著作目録」『史潮』第48巻、大塚史学会、1953年3月。
- 西山松之助『松本彦次郎書簡集』「松本彦次郎書簡集」刊行会、1977年。